# Clemensia erminea
Clemensia erminea là một loài bướm đêm thuộc phân họ Arctiinae, họ Erebidae.